# Лермонтов, Михаил Александрович
Михаил Александрович Лермонтов (15 января 1859 — после 8 июля 1917) — генерал-лейтенант Российской императорской армии; участник Первой мировой войны. Кавалер семи российских и четырёх иностранных орденов.

## Биография
Родился 15 января 1859 года в дворянской семье генерала от кавалерии Александра Михайловича Лермонтова (27 февраля 1838 — 26 декабря 1906). Дед — Михаил Николаевич Лермонтов (1792—1866), родился также 15 января.
В Российской императорской армии с 9 сентября 1876 года. В 1878 году окончил Пажеский корпус. 16 апреля 1878 года получил чин корнета. Служил в лейб-гвардии Уланском Её Величества полку. С 21 декабря 1882 года по 28 марта 1883 года был прикомандирован к Офицерской стрелковой школе. 30 августа 1883 года получил чин поручика. 16 сентября 1883 года был назначен заведующим полковой учебной командой. Штабс-капитан с 24 апреля 1888 года.  
С 20 августа 1888 года по 20 августа 1889 года прикомандирован к кадру № 2 Гвардейского кавалерийского запаса. С 7 апреля 1894 года по 27 февраля 1902 года командир эскадрона. 17 апреля 1894 года получил чин ротмистра. С 8 марта 1902 года по 9 июня 1904 года младший штаб-офицер. 14 апреля 1902 года получил чин полковника. 9 июня 1904 года был назначен исполняющим должность помощника командира полка по хозяйственной части. 
7 июня 1906 года был назначен и. д. начальника Петергофского дворцового управления, с оставлением в списке Лейб-гвардии Уланского Её Величества полка. На 1 января 1908 года в том же чине в списке полка. 13 апреля 1908 года произведён был в генерал-майоры (за отличие). 6 апреля 1914 года получил чин генерал-лейтенанта (за отличие). По состоянию на 10 июля 1916 года находился в том же чине и в той же должности. 8 июля 1917 года был уволен со службы из-за болезни.

## Награды
Российские:
Ордена:
- Орден Святого Станислава 3-й степени (1884);
- Орден Святой Анны 3-й степени (1894);
- Орден Святого Станислава 2-й степени (1896)[1];
- Орден Святой Анны 2-й степени (1899)[1];
- Орден Святого Владимира 4-й степени (1902)[1];
- Орден Святого Владимира 3-й степени (10 апреля 1911)[1];
- Орден Святого Станислава 1-й степени (22 марта 1915)[1];

Медали:
- Медаль «В память царствования императора Александра III»[1];
- Медаль «В память коронации Императора Николая II»[1];
- Медаль «В память 100-летия Отечественной войны 1812»[1];
- Медаль «В память 300-летия царствования дома Романовых»[1];

Благодарности
- Высочайшая благодарность (25 мая 1915) — за труды по составленному под Августейшим покровительством Ея Величества Государыни Императрицы Александры Фёдоровны Петергофскому обществу вспомоществования бедным[1];
- Высочайшая благодарность (6 декабря 1915) — за особые труды по обстоятельствам, вызванным войною[1]
- Высочайшая благодарность (6 декабря 1916) — за особые труды по обстоятельствам, вызванным войною[1]

Иностранные:
- Офицер ордена Почетного Легиона —  Франция
- Командор ордена Данеброга —  Дания[1];
- Командор ордена Святых Маврикия и Лазаря —  Италия[1];
- Орден Льва и Солнца 2-й степени  — Персия[1].